# Antropologija
Antropologija (grško ἄνθρωπος: anthropos - človek + λογος: logos  - beseda, govor) ali človekoslovje je interdisciplinarna znanstvena disciplina, ki se ukvarja s preučevanjem človeka (glej rod Homo (hominoid)). Tega obravnava tako v preteklosti kot v sedanjosti. Antropologija se deli na različne poddiscipline, vključno s fizično antropologijo, socialnokulturno antropologijo, lingvistično antropologijo in podobno.

## Predmet preučevanja in namen
Antropologija naj bi kot najbolj široko zasnovana veda o človeku postavila temelje celostnemu ali integralnemu preučevanju človeka. Človeka preučuje kot fizično in kot družbeno-politično bitje. Skuša ga dojeti v neki celoti, ki ni mogoča v drugače zasnovanih in opredeljenih družbenih vedah. Namen antropologije je odkrivanje vezi med človekom in vsem tistim, kar ga kot človeka uresničuje, pogojuje, v povezavi z vsem, kar je človek ustvaril na poti k svoji samouresničitvi. 
Znanstveno se ukvarja s človekom kot členom narave, o njegovi biološki naravi ter človekom kot družbenim bitjem. Raziskuje njegov položaj med ostalimi živimi bitji, lastnosti zgradbe telesa, izvor, starodavne in sodobne fizične tipe, človekovo kulturo. Veda sama je celovita v dveh pogledih: ukvarja se s človeškim rodom skozi njegovo celotno zgodovino in z vsemi razsežnostmi človečnosti, vendar zaradi izjemno široke specializacije posameznih raziskovalnih dejavnosti vsako antropološko področje raziskovanja na svoj način prispeva k združevanju spoznanj o človeku in njegovih dejavnostih.

## Nekateri antropološki pojmi
- kolonializem
- mešanje kultur
- kultura
- narodnostni (etnični) sestav
- vloga spola, spolnost
- sorodstvo in potomstvo
- poroka
- družina
- politični sistemi
- rasa
- religija
- obstoj
- spor

## Antropološka področja in podpodročja
- biološka antropologija (tudi fizična antropologija)
  - historična antropologija (filogenetska)
  - razvojna antropologija (ontogenetska)
  - antropologija spola (in spolnosti)
  - antropometrija
  - sodna antropologija (forenzična antropologija)
  - arheološka ali paleoantropologija
  - antropologija rase

- kulturna antropologija (tudi socialna antropologija)
  - uporabna antropologija
  - kibernetska antropologija
  - okoljska antropologija
  - gospodarska antropologija
  - medicinska antropologija
  - politična antropologija
  - poslovna antropologija
  - antropologija religije
  - antropologija mentalitet
  - antropologija sorodstva
  - etnična antropologija
  - vidna (vizualna) antropologija
  - zgodovinska antropologija
  - antropologija dela
  - antropologija spola
  - antropologija smrti
- jezikovna antropologija (lingvistična antropologija)
  - sočasno (sinhrono) jezikoslovje (ali opisno jezikoslovje)?
  - raznočasno jezikoslovje (ali zgodovinsko jezikoslovje)
  - etnolingvistika
  - družbeno jezikoslovje (sociolingvistika)

- filozofska antropologija
- teološka antropologija